# フレデリック・ハーヴィー (第2代ブリストル侯爵)

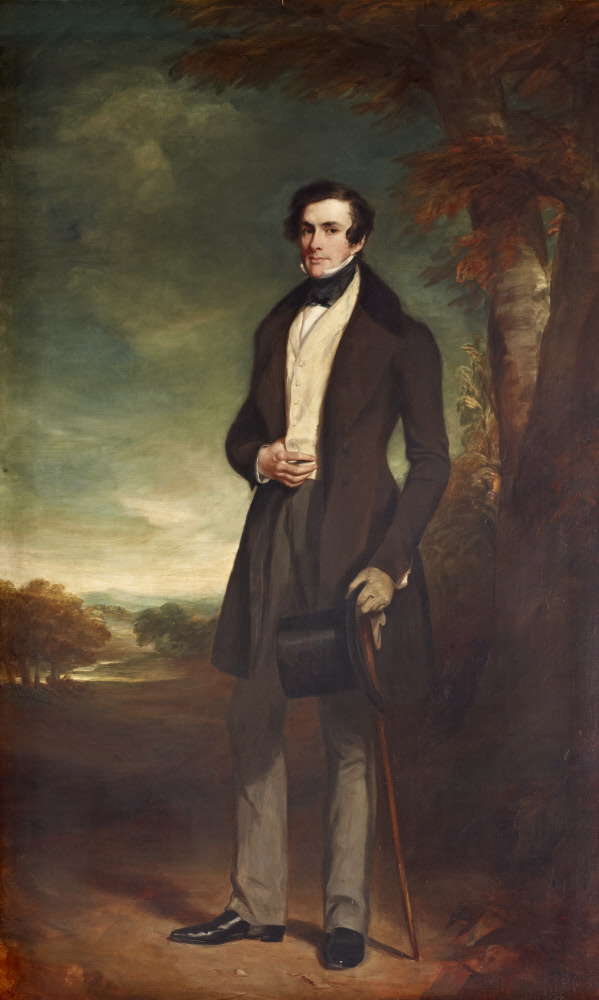
サー・フランシス・グラントによる肖像画、1839年。

第2代ブリストル侯爵フレデリック・ウィリアム・ハーヴィー（英語: Frederick William Hervey, 2nd Marquess of Bristol PC FSA、1800年7月15日 – 1864年10月30日）は、イギリスの貴族、政治家。ピール派に属し、庶民院議員（在任：1826年 – 1859年）、王室会計長官（在任：1841年 – 1846年）を歴任した。1803年から1826年までハーヴィー卿の、1826年から1859年までジャーミン伯爵の儀礼称号を使用した。

## 生涯
第5代ブリストル伯爵フレデリック・ウィリアム・ハーヴィー（1826年より初代ブリストル侯爵）と妻エリザベス・アルバナ（Elizabeth Albana、旧姓アップトン（Upton）、1775年8月16日 – 1844年5月25日、初代テンプルトン男爵クロットワーシー・アップトンと妻エリザベスの娘）の長男として、1800年7月15日にメリルボーンのポートランド・プレイスで生まれた。1814年よりイートン・カレッジで教育を受けた後、1819年6月26日にケンブリッジ大学トリニティ・カレッジに入学、1822年にM.A.の学位を修得した。
ハーヴィー卿は首相第2代リヴァプール伯爵ロバート・ジェンキンソンの甥であり、青年期より政治家となるよう育てられ、1820年には父がリヴァプール伯爵にハーヴィー卿の手引きを求めた。ハーヴィー卿は1820年イギリス総選挙の時点で未成年であり、ブリストル伯爵家が1議席を掌握していたベリー・セント・エドマンズ選挙区ではハーヴィーが成人するまでの中つなぎとして（ハーヴィーの母の弟にあたる）アーサー・パーシー・アップトン閣下が立候補、ハーヴィーがアップトンを代表して選挙活動を行い経験を積んだ。ベリー・セント・エドマンズでは1802年よりブリストル伯爵家とグラフトン公爵家の妥協が成立しており、両家が1議席ずつ指名していた。1820年の総選挙では対立候補が現れたが、選挙直前に撤退し、両家の候補が無投票で当選した。ハーヴィー卿は1821年に成人したが、アップトンが辞任を同意できる程度の陸軍職を与えられなかったため、アップトンはすぐに辞任せず、ハーヴィー卿はすぐには議会入りを達成できなかった。
1822年10月にケンブリッジ大学選挙区の現職議員ジョン・ヘンリー・スミスが死去すると、ハーヴィー卿は即座に立候補を宣言した。ハーヴィー卿はリヴァプール伯爵内閣支持を表明、またリヴァプール伯爵と異なりカトリック解放も支持した。その後、チャールズ・ジョン・ショア閣下、スペンサー・パーシヴァル（首相スペンサー・パーシヴァルの息子）、ロバート・グラント、法務次官サー・ジョン・シングルトン・コプリー、庶民院議長チャールズ・マナーズ＝サットンなど多くの人物が立候補を表明したが、ショアとパーシヴァルはグラントの立候補を受けて撤退、コプリーはマナーズ＝サットンの立候補を受けて撤退、マナーズ＝サットンは議員を辞任するとその会期で議長を再任できないと知ると撤退した。10月末にはホイッグ党候補としてジェームズ・スカーレットが立候補を表明した。この時点で立候補していたハーヴィー、グラント、スカーレットは全員親カトリック派だったが、11月5日にウィリアム・ジョン・バンクスが反カトリックを表明して立候補した。ハーヴィーは首相リヴァプール伯爵、政権内の親カトリック派（ジョージ・カニングなど）、やホイッグ党貴族の一部から支持されたが、政権内の反カトリック派はバンクスを支持した。選挙の4日前である11月22日にグラントが撤退したが、状況は改善せず、結局バンクス419票、ハーヴィー281票、スカーレット219票でバンクスが当選した。
1825年、フランス王シャルル10世の戴冠式に派遣されたイギリス代表団（団長ノーサンバーランド公爵）の一員に任命された。
1826年イギリス総選挙でベリー・セント・エドマンズから出馬して、無投票で当選した。1827年2月にリヴァプール伯爵が卒中を起こして倒れると、いち早くジョージ・カニングへの支持を表明したが、ジャーミン伯爵（ハーヴィーが1826年6月より使用した儀礼称号）の議会活動は少なく、1826年から1830年までの間断続的にフランスで過ごした。1827年5月のケンブリッジ大学選挙区補欠選挙の後、現職議員の第3代パーマストン子爵ヘンリー・ジョン・テンプルの財務大臣就任が噂されたため、ジャーミン伯爵は次の選挙での立候補を表明したが、首相カニングがパーマストン子爵への打診を取り下げたため、出直し選挙は実現しなかった。議会では親カトリック派としてカトリック解放に賛成（1827年3月、1828年5月、1829年3月）、審査法廃止に賛成（1828年2月）したほか、概ねウェリントン公爵内閣（1828年 – 1830年）を支持、内閣が主張した穀物法改正も支持した。1828年7月3日の初演説は1800年合同法にあたりアイルランド・グレートブリテン両政府の間で行われた通信の公開議案を受けて行われ、ジャーミン伯爵は「カトリックが合同に同意したのは自身の将来の処遇に向けた期待があったため」（the Catholics had acquiesced in it because of expectations generated concerning their future treatment）と主張した。
1830年イギリス総選挙では地主層から穀物法に関する意見を問われ、保護主義に前向きな態度を示したが、保護主義の公約には拒否した。ジャーミン伯爵はこの総選挙においても無投票で再選、直後に父とともに第1回選挙法改正への反対を表明、採決でも同様の立場をとった。1831年イギリス総選挙の選挙戦では28票でトップ当選、以降も選挙法改正に反対し続けたが、1832年イギリス総選挙では自身を「選挙法改正に反対する、自由主義改革派」（liberal reformer opposed to parliamentary reform）であると主張した。この戦略によりホイッグ党の票が割れ、ジャーミン伯爵はホイッグ党候補2名に対し272票（得票数2位）で再選した。その後、1835年（317票、1位）、1837年（277票、2位）、1841年（341票、1位）、1847年（390票、1位）、1852年（493票、1位）、1857年（344票、1位）の総選挙で再選した。
1830年12月7日、ロンドン考古協会フェローに選出された。1858年にカムデン・ソサエティ会長に就任、1864年に死去するまで務めた。
保守党内閣である第2次ピール内閣において、1841年9月9日に王室会計長官に任命され、同年10月6日に枢密顧問官に任命された。1846年7月の内閣崩壊とともに同年8月に王室会計長官を辞任した。
1846年3月20日に西サフォーク民兵隊隊長に就任、1864年に死去するまで務めた。
1859年2月15日に父が死去すると、ブリストル侯爵位を継承した。貴族院ではピール派に属し、自由党内閣である第2次パーマストン子爵内閣期の1864年に提出された、シュレースヴィヒ＝ホルシュタイン問題をめぐる問責決議案で内閣を支持した。
1864年10月30日にイックワースで死去、11月5日に同地で埋葬された。長男フレデリック・ウィリアム・ジョンが爵位を継承した。

## 家族
1830年12月9日、キャサリン・イザベラ・マナーズ（Katherine Isabella Manners、1809年2月4日 – 1848年4月20日、第5代ラトランド公爵ジョン・ヘンリー・マナーズの娘）と結婚、4男6女をもうけた。
- アデレード（1832年2月16日 – 1832年10月1日[11]）
- エリザベス・フレデリカ（1833年5月30日 – 1856年6月1日[11]） - 生涯未婚[12]
- フレデリック・ウィリアム・ジョン（1834年6月28日 – 1907年8月7日） - 第3代ブリストル侯爵[12]
- オーガスタス・ヘンリー・チャールズ（英語版）（1837年8月2日 – 1875年5月28日） - 1861年7月30日、マリアナ・ベンヨン（Mariana Benyon、1920年1月30日没、ウィリアム・P・ホッドネットの娘、アシュトン・ベンヨンの未亡人）と結婚、子供あり[12]
- キャサリン・イザベラ（1840年1月31日 – 1840年1月31日[11]）
- ジョン・ウィリアム・ニコラス（1841年11月15日 – 1902年2月25日） - 生涯未婚[12]
- アデライザ・ジョージアナ（1843年8月17日[11] – 1911年11月7日） - 1866年11月29日、第4代クランカーティ伯爵リチャード・サマセット・ル・プア・トレンチ（英語版）（1891年5月29日没）と結婚、子供あり[12]
- メアリー・キャサリン・イザベラ（Mary Katharine Isabella、1845年8月9日[11] – 1928年8月1日） - 生涯未婚[12]
- フランシス（英語版）（1846年10月16日 – 1931年1月10日） - 庶民院議員[12]
- 娘（1848年4月17日 – 1848年4月17日[11]）